# Batu Lanchang
Batu Lanchang là một vùng ngoại ô của George Town ở Penang, Malaysia. Nó nằm gần 2,7 km (1,7 mi) về phía tây nam của trung tâm thành phố và nằm giữa Air Itam về phía tây và Jelutong về phía đông.
Trước đây là một khu vực nông nghiệp, Batu Lanchang đã trở thành một khu dân cư ngoại thành, với sự kết hợp của các tòa nhà cao tầng và các khu đất. Green Lane, đặc biệt, đã trở thành một khu phố giàu có, trong khi cũng phục vụ như một đường phố chính thông qua Batu Lanchang, nối George Town và Gelugor.

## Lịch sử

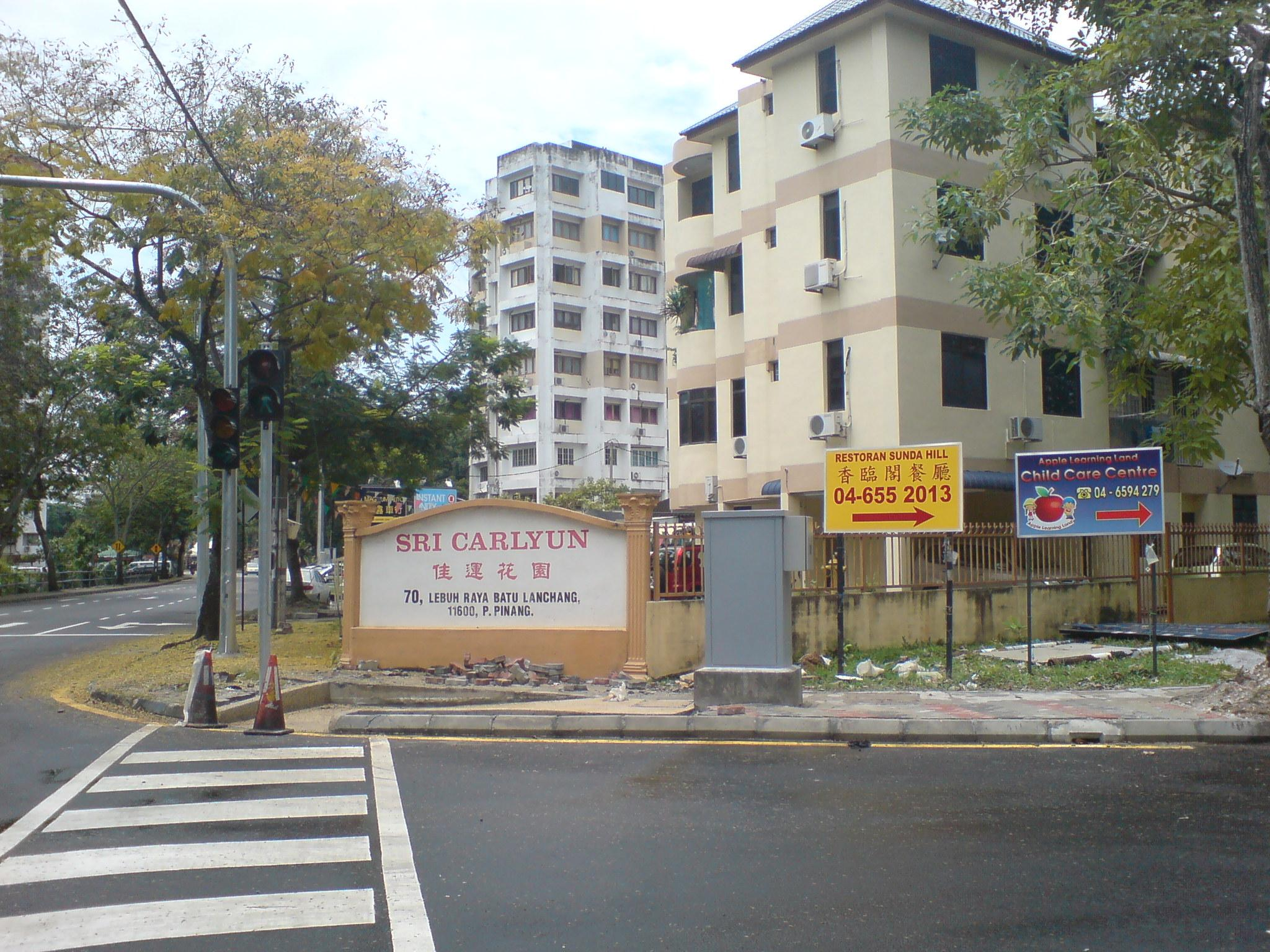
Một căn hộ tại Batu Lanchang Avenue

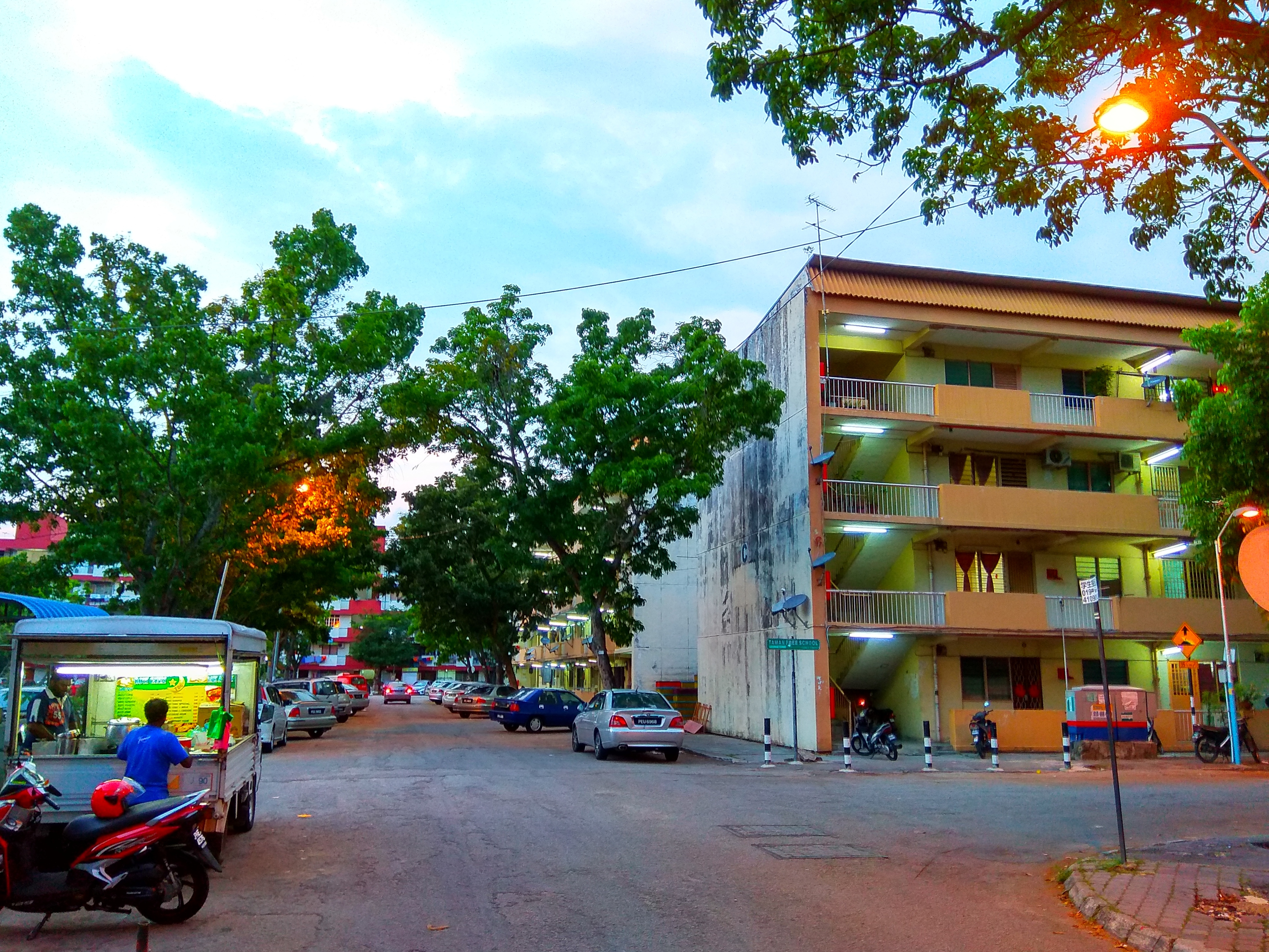
Trường Taman

Batu Lanchang từng là một khu vực nông nghiệp, nơi những rặng dừa trải dài đến tận những ngọn đồi của Air Itam. Vào thời điểm đó, Green Lane là con đường duy nhất đi qua Batu Lanchang; đúng với tên của nó, nó là một con đường đất nước được lót bằng cây cối. Đô thị hóa khu vực bắt đầu vào những năm 1950, khi các khu dân cư cao tầng được xây dựng lần đầu tiên dọc theo Green Lane. Sự phát triển các khu dân cư xung quanh Green Lane, chẳng hạn như Island Park và Island Glades, đã biến nó thành một khu phố ngoại ô giàu có. Sự phát triển sau đó dần dần đổ ra khắp Batu Lanchang, dẫn đến việc tăng dân cư cao như chung cư Central Park.

## Giao thông
Cho đến ngày nay, Green Lane phục vụ như là đường chính trong Batu Lanchang. Nó tạo thành một phần của đường vành đai giữa Penang và được sử dụng nhiều bởi người lái xe hàng ngày. Các tuyến đường chính khác trong khu vực này bao gồm Jalan Tan Sri Teh Ewe Lim (trước đây là Batu Lanchang Road) và Batu Lanchang Lane; các cựu dẫn đến Jelutong trong khi sau này liên kết các vùng ngoại ô với Air Itam.
Xe buýt Penang nhanh 11, 13, 206 và 304 phục vụ cư dân của vùng ngoại ô, bằng cách kết nối Batu Lanchang với George Town ở phía bắc và các điểm đến khác trên Đảo Penang, chẳng hạn như Jelutong, Gelugor, Air Itam và Paya Terubong.